# Sở Kiều truyện (phim)
Sở Kiều truyện (Tiếng Trung Quốc: 楚乔传, tiếng Anh: Princess Agents), là một bộ phim truyền hình cổ trang Trung Quốc, dựa trên tiểu thuyết Hoàng phi Sở đặc công số 11 (11处特工皇妃) của tác giả Tiêu Tương Đông Nhi.
Bộ phim chính thức phát sóng vào ngày 5 tháng 6, năm 2017, trên khung giờ khuya (22:00 - 24:00) của Hồ Nam TV với độ dài 67 tập với các diễn viên chính: Triệu Lệ Dĩnh, Lâm Canh Tân, Đậu Kiêu, Lý Thấm. Bộ phim đạt 1 tỷ lượt xem online chỉ sau 36 giờ phát sóng và gần 43 tỷ lượt xem sau khi phát sóng tập cuối cùng trên 6 trang phim online lớn ở Trung Quốc (Mango TV, Letv, Đằng Tấn, Sohu, IQiYi và Youku).

## Tóm tắt
Thời Nam - Bắc Triều loạn thế hỗn chiến, rất nhiều bình dân trong chiến loạn bị bắt làm nô bộc, mạng như cỏ rác. Thiếu nữ nô tịch Sở Kiều (Triệu Lệ Dĩnh) bị đưa tới trường săn cho quý tộc săn bắn giải trí, may mắn được Thế tử Bắc Yến Yến Tuân (Đậu Kiêu) ngầm cứu. Sau đó, nàng bị đưa vào nhà Vũ Văn quyền khuynh triều chính, chứng kiến huynh tỷ lần lượt chết thảm, lập lời thề cứu muội muội trốn thoát. Sở Kiều được Vũ Văn Nguyệt (Lâm Canh Tân) chú ý, được huấn luyện nghiêm khắc, đồng thời kết tình bằng hữu sâu sắc với Yến Tuân.
Tranh đấu giữa các môn phiệt Đại Ngụy khiến cả nhà Yến Tuân bị thảm sát, lâm vào tuyệt cảnh. Yến Tuân cũng từ đây, vì mối thù nhà, trưởng thành sau một đêm. Từ một thế tử phóng khoáng, anh dũng, hài hước trở nên lạnh lùng, ít nói, thâm sâu. 3 năm bị nhốt ở Trường An có Sở Kiều kề cạnh, họ cùng nhau vượt qua mọi sự khó khăn, nhẫn nhục chỉ để đợi chờ đến ngày khải hoàn về Bắc Yến, lấy máu rửa thành Trường An, trả mối thù giết gia tộc. Sau khi trở về Bắc Yến, Yến Tuân dã tâm bành trướng, không tiếc dùng tính mạng bách tính, chiến hữu xâm chiếm lãnh thổ xưng hùng. Sở Kiều tuyệt vọng, ngày càng xa cách Yến Tuân.
Yến Tuân dùng Sở Kiều, dụ Vũ Văn Nguyệt vào bẫy nhằm giết chết. Sở Kiều nhận ra kế của Yến Tuân, đến ứng cứu nhưng vô vọng. Vũ Văn Nguyệt rơi xuống hồ băng thiên trượng không rõ sống chết.
Bộ phim là câu chuyện về tín ngưỡng và tình yêu.

## Diễn viên

### Chính
| Diễn viên                                             | Vai diễn      | Giới thiệu |
| ----------------------------------------------------- | ------------- | --- |
| Triệu Lệ Dĩnh Hoàng Dương Điềm Điềm (Sở Kiều lúc nhỏ) | Sở Kiều       | Con gái Lạc Hà, kế thừa Phong Vân Lệnh - Tổ chức gián điệp giang hồ. Vì biến cố lớn, Sở Kiều mất trí nhớ, sống trong thân phận nữ nô lệ Kinh Tiểu Lục của nhà Vũ Văn môn phiệt. Nàng chứng kiến cái chết bi thảm của người nhà Kinh gia, căm ghét chế độ nô lệ vô nhân đạo, coi mạng người như cỏ rác. Lúc đó, Yến Tuân kể về Bắc Yến tươi đẹp, không nô lệ, kèm theo hiểu lầm chồng chất với Vũ Văn Nguyệt, Sở Kiều quyết định theo phò tá Yến Tuân, lấy hoà bình của Bắc Yến làm tín ngưỡng cuộc đời mình. Về sau, Yến Tuân thay đổi, Sở Kiều ngày càng thất vọng. Nàng biết tình cảm của Vũ Văn Nguyệt dành cho mình, nhưng luôn trốn tránh, vì hai người ở hai bên chiến tuyến đối nghịch nhau. Khi Vũ Văn Nguyệt chìm xuống hồ băng, nàng tuyệt vọng cùng gieo mình dưới dòng nước. Nội công hàn băng tuyết cùng dấu ấn hoa bỉ ngạn được mẫu thân truyền cho, vì thế mà thức tỉnh. |
| Lâm Canh Tân                                          | Vũ Văn Nguyệt | Chủ nhân Thanh Sơn Viện, đồng thời là thủ lĩnh của Điệp Chỉ Thiên Nhãn - Tổ chức gián điệp lớn nhất triều Đại Ngụy. Vũ Văn Nguyệt từ nhỏ đã mắc bệnh phong hàn, cơ thể mẫn cảm với cái lạnh. Vốn là con trai của Vũ Văn Thái (trụ quốc đại tướng quân Đại Ngụy, thuộc nhị phòng Vũ Văn môn phiệt). Nhưng mẹ hắn bị đổ tội thông dâm với Vũ Văn Tịch (thuộc tam phòng Vũ Văn môn phiệt), Vũ Văn Thái vì sợ ô danh mà không nhận vợ con. Ông đem Vũ Văn Nguyệt mới 2 tuổi, giao cho Vũ Văn Chước (người kế thừa chi trưởng Vũ Văn gia) nuôi dạy. Từ nhỏ, anh được giáo dục để trở thành người kế thừa, cống hiến, phục vụ gia tộc và Điệp Chỉ Thiên Nhãn. Anh nắm trong tay biết bao bí mật từ chuyện của các công tử thế gia đến chuyện thâm cung bí sử, ngày ngày đối phó với mưu đồ ám sát của kẻ thù. Cuộc sống đó đã hình thành nên tính cách lạnh lùng, thâm trầm mà bình thản trước thế sự. 20 năm cuộc đời Vũ Văn Nguyệt chỉ sống vì gia tộc, đã rẽ sang hướng khác từ khi gặp Sở Kiều. Anh đặt cho nàng cái tên Tinh Nhi, muốn bồi dưỡng nàng thành gián điệp ưu tú nhất, nhưng rồi lại yêu nàng từ lúc nào không hay. Về sau, vì hiểu lầm chồng chất, Sở Kiều rời Thanh Sơn Viện, theo phò tá Yến Tuân. Vũ Văn Nguyệt luôn âm thầm giúp đỡ, bảo vệ nàng. Tuy nhiên, 2 người ở 2 chiến tuyến đối địch nên đành chia xa. Cuối cùng, Yến Tuân lợi dụng Sở Kiều, dụ Vũ Văn Nguyệt vào bẫy để giết chết. Dù biết là bẫy nhưng vẫn đến vì không muốn Sở Kiều gặp nguy hiểm. Sở Kiều nhận ra kế của Yến Tuân, đến cứu nhưng vô ích, Vũ Văn Nguyệt chìm xuống hồ băng vạn trượng, không rõ sống chết. Yêu Sở Kiều. |
| Đậu Kiêu                                              | Yến Tuân      | Là thế tử của Yến Bắc từ nhỏ đã trở thành con tin ở nước Ngụy, Yến Tuân phải ẩn mình nơi kinh thành minh tranh ám đấu nhưng vẫn không thể tránh được hoạ diệt môn. Trong một đêm chỉ vì tính đa nghi của Ngụy đế đã khiến Yến Tuân cửa nát nhà tan (tập 22-24), từ một thế tử cao quý thoáng cái biến thành tội nhân bị giẫm đạp, phải đứng nơi đầu sóng ngọn gió. Mối thù diệt môn luôn ám ảnh khiến Yến Tuân tính toán mưu kế, âm thầm bố trí, nhẫn nhịn. Nên dần dần Yến Tuân trở thành một người tàn nhẫn, thâm độc. Yến Tuân gặp và yêu Sở Kiều từ lần đầu tiên gặp mặt trên trường đấu giữa các nô tì. Hai người kề vai sát cánh sinh tử hoạn nạn có nhau. Sau này khi Yến Tuân tạo phản Sở Kiều cùng Yến Tuân vào sinh ra tử bảo vệ Bắc Yến. Nhưng vì Yến Tuân ngày càng độc ác tàn bạo sẵn sàng vì trả thù Ngụy đế mà bỏ rơi lê dân bách tính nên Sở Kiều và Yến Tuân cắt đứt quan hệ. Cuối cùng, Yến Tuân tuy giành được thiên hạ nhưng lại không có được người mình yêu sống cô độc một mình nơi hoàng cung lạnh lẽo. |
| Lý Thấm                                               | Nguyên Thuần  | Là bát công chúa của Đại Ngụy, yêu say đắm Yến Tuân. Ban đầu nàng đơn thuần, lương thiện. Sau khi Yến Tuân tạo phản (tập 43), nàng bị quân Bắc Yến làm nhục (tập 45), từ đó căm thù và luôn tìm cách hãm hại Sở Kiều. |

### Tuyến nhân vật phụ

#### 1.1 Người nhà, thuộc hạ của Sở Kiều
| Diễn viên        | Vai diễn          | Giới thiệu                             |
| ---------------- | ----------------- | -------------------------------------- |
| Nguyễn Thánh Văn | Hạ Tiêu           | Thống lĩnh Tú Lệ Quân                  |
| Đổng Xuân Huy    | Lương Thiếu Khanh |                                        |
| Chu Thánh Y      | Tiểu Bát          | Em không cùng huyết thống với Sở Kiều  |
| Miêu Miêu        | Tiểu Thất         | Em không cùng huyết thống với Sở Kiều  |
| Hoàng Nghị       | Đỗ Bình An        |                                        |
| Bành Đậu Đậu     | Hiệp Tương        |                                        |
| Đinh Nam         | Lâm Tích          | Anh không cùng huyết thống với Sở Kiều |
| Tưởng Y Y        | Mao Quyển Đầu     |                                        |

#### 1.2. Thuộc hạ của Vũ Văn Nguyệt
| Diễn viên      | Vai diễn        | Giới thiệu                                                                 |
| -------------- | --------------- | -------------------------------------------------------------------------- |
| Hình Chiêu Lâm | Nguyệt Thất     | Cận vệ của Vũ Văn Nguyệt                                                   |
| Tôn Nghị       | Nguyệt Thập Tam | Hộ vệ của Vũ Văn Nguyệt                                                    |
| Uyển Tử Nghệ   | Mông Phong      | Sát thủ của Vãng Sinh Doanh, sau vì được cứu giúp mà đi theo Vũ Văn Nguyệt |

#### 2. Đại Nguỵ:
| Diễn viên        | Vai diễn                | Giới thiệu                                                  |
| Hoàng cung       | Hoàng cung              | Hoàng cung                                                  |
| ---------------- | ----------------------- | ----------------------------------------------------------- |
| Điền Tiểu Khiết  | Hoàng đế Đại Ngụy       |                                                             |
| Tôn Ninh         | Ngụy Hoàng quý phi      | Mẹ của Nguyên Tung và Nguyên Thuần                          |
| Nam Sênh         | Lan Thục nghi           | Mẹ của Nguyên Hào                                           |
| Kim Giai         | Nguyên Tề               | Mục Vương - Tam hoàng tử                                    |
| Kim Gia          | Nguyên Triệt            | Tương Vương - Thất hoàng tử                                 |
| Ngưu Tuấn Phong  | Nguyên Tung             | Dụ Vương - Thập tam hoàng tử                                |
| Hoàng Hải Cách   | Nguyên Dương            | Thập tứ hoàng tử                                            |
| Lô Vĩnh Quân     | Vương thái giám         |                                                             |
| Dương Liễu       | Thái Vi                 | Thị nữ của Nguyên Thuần                                     |
| Vũ Văn môn phiệt |                         |                                                             |
| Quách Phong      | Vũ Văn Chước            | Tổ phụ của Vũ Văn Nguyệt                                    |
| Kim Sĩ Kiệt      | Vũ Văn Tịch             | Tổ phụ của Vũ Văn Hoài                                      |
| Vương Đông       | Vũ Văn Hạo              | Cha của Vũ Văn Hoài                                         |
| Vương Ngạn Lâm   | Vũ Văn Hoài             | Cháu thứ tam phòng Vũ Văn môn phiệt, chủ nhân Hồng Sơn Viện |
| Phó Ca           | Chu Thuận               | Quản gia Hồng Sơn Viện                                      |
| Lưu Ngọc Thúy    | Tống đại nương          |                                                             |
| Tào Hi Nguyệt    | Cẩm Chúc                | Gián điệp được Vũ Văn Hoài gài vào Thanh Sơn Viện           |
| Vương Du         | Cẩm Ti                  | Em gái Cẩm Chúc                                             |
| Ngụy phiệt       |                         |                                                             |
| Trần Tư Hãn      | Nguỵ Thư Diệp           | Con trai cả Nguỵ gia                                        |
| Cư Lai Đề        | Ngụy Thư Du             | Con trai thứ hai của Nguỵ gia                               |
| Triệu phiệt      |                         |                                                             |
| Lưu Nguyên       | Triệu Đông Đình         | Con trai cả của Triệu gia                                   |
| Kim Hạn          | Triệu Tây Phong         | Con trai thứ hai của Triệu gia                              |
| Trương Thuỵ      | Tiểu Vương gia Cảnh Hàm |                                                             |
| Khang Ninh       | Trát Mã Quận chúa       |                                                             |

#### 3. Bắc Yến:
| Diễn viên     | Vai diễn                       | Giới thiệu          |
| ------------- | ------------------------------ | ------------------- |
| Lý Dĩnh       | Định Bắc Hầu Phu nhân Bạch Sơn |                     |
| Hồ Binh       | Ô Đạo Nhai                     |                     |
| Lý Nhược Gia  | Trọng Vũ                       |                     |
| Lưu Khoa Nam  | A Tinh                         |                     |
| Vương Tử Kiệt | Phong Miên                     | Cận vệ của Yến Tuân |
| Hồ Xuân Dũng  | Trình Diên                     |                     |
| Nguỵ Thiên Tứ | Tôn Hà                         |                     |

#### 4. Đại Lương:
| Diễn viên       | Vai diễn    | Giới thiệu |
| --------------- | ----------- | --- |
| Đặng Luân       | Tiêu Sách   | Thái tử nước Đại Lương. Bề ngoài phong lưu, phóng túng ngang ngạnh, nhưng thực chất là người túc trí đa mưu. Tiêu Sách yêu Sở Kiều nhưng không nói ra, luôn ở bên cạnh giúp đỡ nàng. |
| Hoàng Mộng Oánh | Tiêu Ngọc   | Trưởng công chúa, đứng đầu tổ chức điệp giả Đại Lương |
| Triệu Huyễn Kỳ  | Ẩn Tâm      | Hộ vệ của Tiêu Ngọc |
| Huỳnh Hải Băng  | Chiêm Tử Du | |
| Lư Thấm Hi      | Lục Nga     | |
| Tôn Y           | Đào Diệp Cơ | |

## Rating[3]
| Ngày phát sóng |       | Rating CSM52 | Rating CSM52 | Rating CSM52                 | Rating toàn quốc | Rating toàn quốc | Rating toàn quốc             |
| Ngày phát sóng | Tập   | Rating       | Thị phần     | Xếp hạng phim cùng khung giờ | Rating           | Thị phần         | Xếp hạng phim cùng khung giờ |
| -------------- | ----- | ------------ | ------------ | ---------------------------- | ---------------- | ---------------- | ---------------------------- |
| 05/06/2017     | 1-2   | 0.841        | 5.526%       | 4                            | 0.88             | 7.27%            | 5                            |
| 06/06/2017     | 3-4   | 0.937        | 6.430%       | 4                            | 1.01             | 8.46%            | 4                            |
| 07/06/2017     | 5-6   | 1.120        | 7.424%       | 3                            | 1.35             | 10.73%           | 1                            |
| 08/06/2017     | 7-8   | 1.273        | 8.354%       | 3                            | 1.40             | 11.30%           | 1                            |
| 12/06/2017     | 9-10  | 1.193        | 8.049%       | 2                            | 1.15             | 9.80%            | 3                            |
| 13/06/2017     | 11-12 | 1.4          | 8.139%       | 1                            | 1.30             | 9.62%            | 3                            |
| 14/06/2017     | 13-14 | 1.48         | 9.691%       | 1                            | 1.36             | 11.13%           | 3                            |
| 15/06/2017     | 15-16 | 1.233        | 9.957%       | 1                            | 1.41             | 10.97%           | 3                            |
| 19/06/2017     | 17-18 | 1.299        | 8.387%       | 1                            | 1.28             | 10.09%           | 3                            |
| 20/06/2017     | 19-20 | 1.246        | 7.93%        | 1                            | 1.34             | 10.38%           | 3                            |
| 21/06/2017     | 21-22 | 1.455        | 9.284%       | 1                            | 1.60             | 12.63%           | 3                            |
| 22/06/2017     | 23-24 | 1.584        | 9.793%       | 1                            | 1.71             | 12.81%           | 3                            |
| 26/06/2017     | 25-26 | 1.705        | 10.424%      | 1                            | 2.01             | 14.88%           | 1                            |
| 27/06/2017     | 27-28 | 1.815        | 10.922%      | 1                            | 2.07             | 15.05%           | 1                            |
| 28/06/2017     | 29-30 | 1.899        | 11.5547%     | 1                            | 2.05             | 14.78%           | 1                            |
| 29/06/2017     | 31-32 | 2.125        | 12.556%      | 1                            | 2.28             | 15.33%           | 1                            |
| 03/07/2017     | 33-34 | 1.892        | 11.272%      | 1                            | 1.94             | 13.66%           | 1                            |
| 04/07/2017     | 35-36 | 1.785        | 10.560%      | 1                            | 2.28             | 15.65%           | 1                            |
| 05/07/2017     | 37-38 | 2.005        | 12.338%      | 1                            | 2.241            | 15.843%          | 1                            |
| 06/07/2017     | 39-40 | 1.936        | 11.488%      | 1                            | 2.48             | 16.39%           | 1                            |
| 10/07/2017     | 41-42 | 1.999        | 11.854%      | 1                            | 2.09             | 14.52%           | 1                            |
| 11/07/2017     | 43-44 | 2.236        | 13.051%      | 1                            | 2.36             | 16.51%           | 1                            |
| 12/07/2017     | 45-46 | 2.289        | 13.936%      | 1                            | 2.823            | 18.991%          | 1                            |
| 13/07/2017     | 47-48 | 2.193        | 12.993%      | 1                            | 2.85             | 19.29%           | 1                            |
| 17/07/2017     | 49-50 | 2.277        | 13.132%      | 1                            | 2.704            | 18.189%          | 1                            |
| 18/07/2017     | 51-52 | 2.232        | 12.638%      | 2                            | 2.711            | 18.042%          | 1                            |
| 19/07/2017     | 53-54 | 2.525        | 14.644%      | 2                            | 2.78             | 19.12%           | 1                            |
| 20/07/2017     | 55-56 | 2.358        | 13.743%      | 1                            | 2.676            | 17.827%          | 1                            |
| 24/07/2017     | 57-58 | 2.137        | 12.441%      | 2                            | 2.516            | 17.436%          | 1                            |
| 25/07/2017     | 59-60 | 2.101        | 12.117%      | 2                            | 2.548            | 17.557%          | 1                            |
| 26/07/2017     | 61-62 | 2.199        | 13.585%      | 2                            | 2.573            | 18.109%          | 2                            |
| 27/07/2017     | 63-64 | 2.163        | 12.543%      | 1                            | 2.857            | 19.122%          | 1                            |
| 30/07/2017     | 65    | 0.794        | 7.25%        | 3                            | 0.925            | 10.263%          | 3                            |
| 31/07/2017     | 66    | 1.760        | 17.694%      | 1                            | 1.637            | 19.279%          | 3                            |
| 01/08/2017     | 67    | 1.841        | 16.964%      | 1                            | 1.883            | 20.583%          | 1                            |
|                |       |              |              |                              |                  |                  |                              |
| Trung bình     |       | 1.751        | 10.84%       |                              | 1.970            | 14.62%           |                              |

## Sản xuất

### Ekip sản xuất
Công ty sản xuất: Từ Văn Ảnh thị, Khắc Đốn Ảnh thị
Đạo diễn: Ngô Cẩm Nguyên (Tiên kiếm kỳ hiệp, Mỹ nhân tâm kế, Bộ bộ kinh tâm)
Tạo hình: Hoàng Vi (Tiểu Thời Đại, Người phiên dịch, Cửu Châu Hải Thượng Mục Vân Ký)
Chỉ đạo võ thuật: Lý Tài (Họa Bì 2, Thập Diện Mai Phục, Thiếu lâm tự truyền kỳ II, Hỏa tuyến truy hưng...)
Kỹ xảo: Đao Quang Kiếm Ảnh (Kungfu Panda 2)
Sản xuất âm nhạc: Trần Côn (Kung Fu Panda 3)

### Quá trình sản xuất
Tháng 2/2015, hoàn thành kịch bản.
Tháng 3/2015, bắt đầu lập hồ sơ.
Tháng 3/2016, nhà sản xuất bắt đầu tuyển chọn diễn viên
23/05/2016, dự án chính thức được công bố, đồng thời tung poster đầu tiên.
29/05/2016, dàn diễn viên chính Triệu Lệ Dĩnh, Lâm Canh Tân, Đậu Kiêu tham dự lễ khai máy.
30/05/2016, bộ phim chính thức khởi quay.
24/08/2016, đoàn làm phim mở cửa đón truyền thông.
03/11/2016, đoàn làm phim chính thức đóng máy.
08/11/2016, bắt đầu chỉnh sửa hậu kì.
20/04/2017, tung trailer đầu tiên.
26/05/2017, tổ chức họp báo tuyên truyền.
05/06/2017, phim chính thức phát sóng.

## Nhạc phim
1. "Vọng" (Trương Bích Thần, Triệu Lệ Dĩnh): Bài hát mở đầu.
2. "Tâm chi diễm" (Đặng Tử Kỳ): Bài hát kết thúc.
3. "Tinh Nguyệt" (Vương Tranh Lượng, Úc Khả Duy): Ca khúc chủ đề về mối tình của Sở Kiều (Tinh) và Vũ Văn Nguyệt (Nguyệt).
4. "Nguyên thượng thảo" (Lưu Tích Quân): Ca khúc chủ đề về Sở Kiều.
5. "Nhịp tim xa nhất" (Vương Tích): Ca khúc chủ đề về Vũ Văn Nguyệt.
6. "Bởi vì một người" (Trương Lỗi): Ca khúc chủ đề về Yến Tuân.
7. "Đoạn chấp niệm" (Hà Khiết): Ca khúc chủ đề về Nguyên Thuần.
8. "Học bất hội" (Hương Hương): Ca khúc chủ đề về  Sở Kiều và Vũ Văn Nguyệt.
9. "Khi chúng ta chỉ còn lại mình ta" (Huyền Tử): Ca khúc chủ đề về Sở Kiều và Yến Tuân.